# Obús (grup de música)
Obús és un grup espanyol de heavy metal creat a Madrid a principis de la dècada de 1980.

## Història
Obús és un dels grups més importants de heavy metal espanyol de la dècada de 1980. Van destacar per arriscar-se a muntar un espectacle per als concerts en directe intentant arribar al nivell dels grans grups del heavy metal internacional. A més, van buscar escriure unes lletres i expressar una actitud i un sentiment que connectava amb la gent que els seguia per aconseguir una identificació entre el públic i el grup. Lluny de renegar del seu propi estil, sempre van reivindicar orgullosos la seva condició de grup de heavy metal. Fins i tot a aquest estil van dedicar una cançó del seu primer LP: "Dosis de Heavy Metal"
Van guanyar el concurs Villa de Madrid del 1981 i van fer teloners a Barón Rojo. Al cap de poc van gravar "Prepárate", produït per Tino Casal. Aquest àlbum els va llançar a l'estrellat.
El 1982 amb "Poderoso como el trueno" (produït també per Tino Casal) i especialment el 1984 amb "El que más" l'àlbum que va suposar la seva consagració absoluta i que va marcar el seu punt més alt de vendes. Aquest àlbum va ser gravat amb Mark Dodson com a enginyer de so (productor de Judas Priest). El disc oficial en directe, gravat en el Pavelló d'Esports de Madrid és vist com el seu últim gran moment de glòria. Va seguir un període d'alts i baixos que es considera dura fins al seu últim disc d'estudi, "Otra vez en la ruta". El grup va decidir deixar l'activitat temporalment i Fortu va formar Saratoga amb veterans del món del rock, que venien de Barón Rojo, Muro, i Santa entre d'altres, i Juan Luis i Fernando, amb Venjanza mentre Paco intentava convèncer els seus antics companys per reunir el grup. El 1996 Obús van tornar oficialment a l'activitat en directe, però sense Nacho ni Fernando Sanchez. L'èxit de la gira els va fer plantejar-se l'enregistrament d'un nou àlbum.

## Discografia
- Prepárate (1981)
- Poderoso como el trueno (1982)
- El que más (1984)
- Pega con fuerza (1985)
- Dejarse la piel (1986)
- En directo (21/02/1987)
- Otra vez en la ruta (1990)
- Desde el fondo del abismo (2000)
- Cuando estalla la descarga (Recopilatori) (2001)
- Segundos fuera (2003)
- Vamos muy bien (Recopilatori) (2006)
- Cállate! (2010)
- De Madrid al Infierno (2012) (Directe)
- Sirena de metal (2014)
- Siente el Rock and Roll (4 cançons noves i actualització de grans temes) (2015)